# Номоканон
Номоканон — візантійський збірник церковних правил і імператорських указів, що стосуються церкви, один з джерел візантійського права. Номоканони складалися в VI—VII століттях і згодом доповнювалися. Найдавніший Номоканон приписується Константинопольському патріарху Іоанну III Схоластику (VI століття). Відомий також сербський Номоканон архієпископа Сави I Сербського — законоправія Святого Сави. Одна з редакцій Номоканона була покладена в основу давньоруської Кормчої книги (XII—XIII століття) — основного джерела церковного права в середньовічній Русі.

## ЗбірникІоанна Схоластика
Збірник церковних правил (грец. Σύνταγμα κανώνων) в систематичному, а не хронологічному порядку. Всі постанови, які стосуються одного предмета, зведені в один розділ, титул. Всього титулів було 50. На початку титулу міститься його назва. Даний збірник був складений на основі втраченої збірки з 60 титулів.
До складу збірника увійшли наступні правила:
- правила перших чотирьох вселенських соборів (Першого Нікейського, Першого Константинопольського, Ефеського і Халкідонського) і шести помісних соборів (Анкірського, Неокесарійського, Сардикійського, Антіохійського, Гангрського і Лаодикійського);
- 85 апостольських правил;
- 68 правил Василя Великого, витягнутих з його послань.

Збірник Іоанна Схоластика користувався великим авторитетом і не був витіснений навіть більш пізніми Номоканонами. Можливо, він був переведений на слов'янську мову Мефодієм Моравским.

## Дивись також
Церковний статут Володимира
Церковний устав Ярослава
Кормча Книга
Катехізис